# Theo van de Sande
Theo van de Sande (eigentlich Theodorus Amandus Maria van de Sande; * 10. Mai 1947 in Tilburg) ist ein niederländischer Kameramann.

## Leben
Theo van de Sande studierte Kamera/Licht von 1966 bis 1970 an der Nederlandse Film en Televisie Academie in Amsterdam. Allerdings konnte er damals nicht sein Diplom persönlich zum Abschluss erhalten, da er gerade Jan de Bont mit der Kameraführung bei der Dokumentation Rock Fieber assistierte. Und obwohl er bereits 1969 in Drop-out und Carna eigenverantwortlich die Kamera führen durfte, dauerte es fast 5 Jahre, bevor er mit Filmen wie Eigen haard is goud waard und Dakota als eigenständiger Kameramann durchstarten konnte. Die darauffolgenden Jahre waren im Wechsel zwischen Fernsehen und Kino geprägt und wurden schnell anerkannt. So wurde er 1982 mit dem Goldenen Kalb für seine Arbeit zwischen 1977 und 1982 geehrt, was sich 1987 erneut wiederholte.
Nachdem van de Sande eine Dokumentation in Kuba drehte und immer wieder vom kapitalistischen Monster USA hörte, besuchte er dieses Land 1980, um zu schauen, wie es dort so sei. („I shot a documentary in Cuba, and heard so much talk about the capitalist monster in America, I decided to see what the country was like.“) Nachdem er sich ein Auto in Washington, D.C. mietete, fuhr er einen Monat durch das Land und verbrachte anschließend zwei Wochen in Kalifornien. Als er 1984 abermals in die USA reiste, um den Film Charlotte auf dem San Francisco Film Festival zu zeigen, war er überrascht, als er mehrere Agenten traf, die ihn nach seinem Lebenslauf fragten, schließlich hatte er nie einen angelegt und immer nur von Film zu Film gedacht. („I met with some agents in Los Angeles during that trip and they asked for a resume. I had never had a resume! I simply went from film to film. I had about 40 to 50 credits including about 25 features.“) 1987 zog er dann nach Los Angeles und konnte 1988 mit Nacht der Entscheidung – Miracle Mile seine erste US-amerikanische Produktion nachweisen. Es sollten Blockbuster wie Wayne’s World, Blade – Der Vampirjäger und Eiskalte Engel folgen.
Theo van de Sande war mit der niederländischen Regisseurin Nouchka van Brakel verheiratet, für die er in ihren Filmen Zwaarmoedige verhalen voor bij de centrale verwarming, Het debuut und Van de koele meren des doods als Kameramann arbeitete. Aktuell ist er mit der israelisch-marokkanischen Regisseurin Michèle Ohayon verheiratet. Für ihre Dokumentarfilme zeichnete er sich seit 1992 als Kameramann verantwortlich. So führte er nicht nur die Kamera in It Was a Wonderful Life, Cowboy del Amor und Steal a Pencil for Me, sondern auch in der Oscarnominierten Dokumentation Colors Straight Up.
Zusätzlich zu seiner Filmarbeit drehte van de Sande auch Spots für Opel, Ford, Coca-Cola und Starlight Express. Theo van de Sande ist seit 1991 Mitglied der American Society of Cinematographers.

## Filmografie (Auswahl)
- 1969: Drop-out
- 1969: Carna
- 1971: Rock Fieber (Love and Music, Kameraführung)
- 1971: Was sehe ich…! Was sehe ich…! (Wat zien ik, Kamera-Assistenz)
- 1973: Eigen haard is goud waard
- 1974: Dakota
- 1974–1976: Q & Q (Fernsehserie, 26 Folgen)
- 1975: Zwaarmoedige verhalen voor bij de centrale verwarming
- 1977: Liebe macht erfinderisch (Het debuut)
- 1980: Charlotte
- 1981: Das Mädchen mit dem roten Haar (Het meisje met het rode haar)
- 1982: Van de koele meren des doods
- 1987: Der Madonna-Mann
- 1988: Nacht der Entscheidung – Miracle Mile (Miracle Mile)
- 1989: Rooftops – Dächer des Todes (Rooftops)
- 1991: Body Parts
- 1991: Ein charmantes Ekel (Once Around)
- 1992: Wayne’s World
- 1993: It Was a Wonderful Life
- 1994: Feucht (Wet)
- 1994: Undercover Cops (Exit to Eden)
- 1997: Colors Straight Up
- 1997: Practice – Die Anwälte (The Practice, Fernsehserie, Folge 1x01)
- 1997: Volcano
- 1998: Blade – Der Vampirjäger (Blade)
- 1998: Profiler (Fernsehserie, zwei Folgen)
- 1999: Big Daddy
- 1999: Dienstags bei Morrie (Tuesdays With Morrie)
- 1999: Eiskalte Engel (Cruel Intentions)
- 2000: Little Nicky – Satan Junior (Little Nicky)
- 2001: Die doppelte Nummer (Double Take)
- 2002: High Crimes – Im Netz der Lügen (High Crimes)
- 2003: Out of Time – Sein Gegner ist die Zeit (Out of Time)
- 2004: Die Ex-Freundinnen meines Freundes (Little Black Book)
- 2005: Beauty Shop
- 2005: Cowboy del Amor
- 2005: Deine, meine & unsere (Yours, Mine and Ours)
- 2007: October Road (Fernsehserie, fünf Folgen)
- 2007: Steal a Pencil for Me
- 2008: College Road Trip
- 2009: The Hole – Wovor hast Du Angst? (The Hole)
- 2010: Happy Town (Fernsehserie, zwei Folgen)
- 2010: Kindsköpfe (Grown Ups)
- 2011: Meine erfundene Frau (Just Go with It)
- 2013: Love and Honor – Liebe ist unbesiegbar (Love and Honor)
- 2013: Kindsköpfe 2 (Grown Ups 2)
- 2013: Homefront
- 2016: Bad Santa 2
- seit 2017: The Bold Type – Der Weg nach oben (The Bold Type, Fernsehserie)
- 2020: The Wrong Missy
- 2020: Magic Camp
- 2024: Beautiful Wedding
- 2025: La Dolce Villa

## Auszeichnungen
- 1982: Goldenes Kalb für seine Kameraarbeit von 1977 bis 1982
- 1987: Goldenes Kalb für seine Kameraarbeit von 1982 bis 1987